# Cimetière de Mirogoj
Le cimetière de Mirogoj ([mîrɔɡɔːj]) est un cimetière situé à Zagreb, la capitale de la Croatie.
Considéré comme l'un des monuments les plus remarquables de la ville de Zagreb, le cimetière regroupe des défunts de tous les groupes religieux, aussi bien catholiques, orthodoxes, musulmans, juifs, protestants, saints des derniers jours que des tombes irréligieuses. Dans les arcades sont regroupées les sépultures de nombreux Croates célèbres.

## Inhumations notables
- Samuel David Alexander, industriel ;
- Zlatko Baloković, violoniste
- Ena Begović (en) (1960–2000), actrice croate ;
- Hermann Bollé[1], architecte autrichien
- Ivana Brlić-Mažuranić[2], écrivain
- Ferdinand Budicki, pionnier du transport aérien et automobile à Zagreb
- Krešimir Ćosić[3], membre du Naismith Memorial Basketball Hall of Fame et du FIBA Hall of Fame
- Arsen Dedić, auteur-compositeur-interprète et compositeur
- Dimitrija Demeter, d'origine grecque, a joué un rôle majeur dans le mouvement pour le réveil national de la nation croate
- Filip Deutsch, noble et industriel
- Julio Deutsch, architecte et copropriétaire du studio d'architecture Hönigsberg & Deutsch
- Janko Drašković, noble croate, réformateur national, homme politique et poète
- Hugo Ehrlich, architecte
- Aleksandar Ehrmann, industriel, philanthrope et diplomate
- Ljudevit Gaj, cofondateur du mouvement illyrien
- Dragutin Gorjanović-Kramberger
- Leo Hönigsberg, architecte croate et copropriétaire du studio d'architecture Hönigsberg & Deutsch
- Hosea Jacobi, grand-rabbin de Zagreb
- Rade Končar, militant politique ;
- Miroslav Krleža[4], écrivain
- Oton Kučera, astronome
- Zinka Kunc (Milanov), soprano
- Svetozar Kurepa, mathématicien
- Ante Kovačić[5], écrivain de la région traditionnelle Hrvatsko Zagorje
- Zofka Kveder (1878-1926), écrivaine
- Matko Laginja, juriste et homme politique
- Vatroslav Lisinski[6], compositeur
- Vladko Maček[7], homme politique, cosignataire de l'accord Cvetković-Maček
- Savić Marković Štedimlija, publiciste monténégrin-croate.
- Antun Gustav Matoš, écrivain
- Ivan Mažuranić poète, linguiste et homme politique
- Andrija Mohorovičić (1857-1936), météorologue et pionnier de la sismologie
- Edo Murtić[8], peintre
- Vladimir Nazor[9], écrivain et premier président de la République populaire / République socialiste de Croatie
- Maximilian Njegovan, commandant en chef et amiral de la Marine austro-hongroise
- Rudolf Perešin pilote de chasse
- Dražen Petrović[10], membre des Hall of Fame de Naismith et de la FIBA
- Đuro Prejac acteur, réalisateur et compositeur
- Vladimir Prelog[11], chimiste, lauréat du prix Nobel
- Danijel Premerl footballeur
- Petar Preradović, poète
- Maja Bošković-Stulli, slaviste et folkloriste

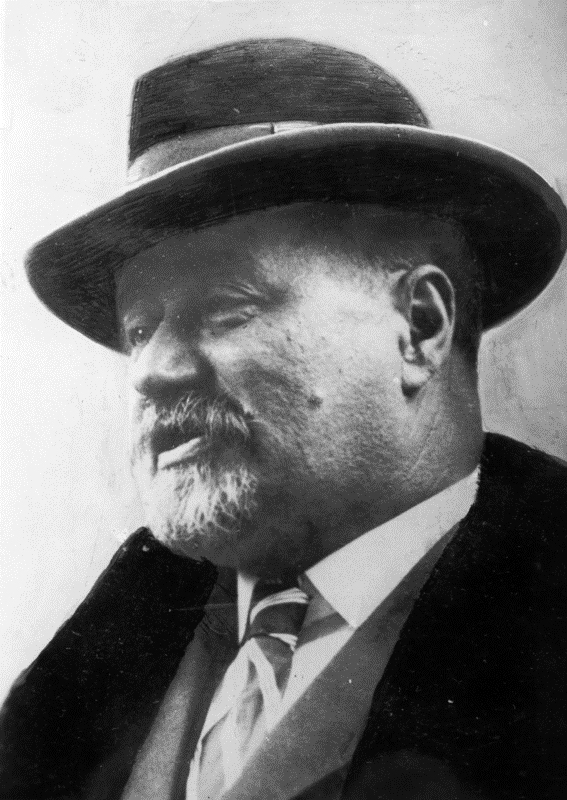
Stjepan Radić.

- Stjepan Radić[12], dirigeant du Parti paysan croate (HSS)
- Ivan Ribar homme politique
- Ivan Kukuljević Sakcinski
- Lavoslav Schwarz, philanthrope
- August Šenoa, écrivain, poète et dramaturge
- Ivica Šerfezi, chanteur et homme politique partisan du HSS
- Ivan Šubašić, dernier ban de Croatie
- Milka Trnina, soprano
- Franjo Tuđman, le premier président de la république de Croatie
- Vice Vukov[5], chanteur et homme politique
- Tin Ujević[13], poète
- Emil Uzelac, chef de l'armée de l'air austro-hongroise
- Marija Jurić Zagorka
- Ivan Zajc[14], compositeur